# Arma fantasma
Arma fantasma (ghost gun in inglese) indica le armi da fuoco (generalmente di fabbricazione artigianale) che non posseggono un numero di serie. 

## Aspetti giuridici
L'espressione è usata principalmente negli Stati Uniti, poiché la regolamentazione del commercio delle armi da fuoco di produzione artigianale negli Stati Uniti infatti non rientra nei compiti del governo federale, pertanto gli individui che producono le proprie armi da fuoco non sono soggetti alle normative federali o statali sul possesso delle armi, che generalmente impongono dei controlli sulla vita e sul casellario giudiziale della persona. Le persone a cui è stato invece vietato di possedere armi da fuoco sono legalmente precluse dal poter fabbricare, trasferire o possedere armi da fuoco (o munizioni), indipendentemente dal metodo di fabbricazione o acquisizione.

## Produzione nel mondo

### Stati Uniti
Secondo le leggi federali degli Stati Uniti, la creazione e il possesso di armi da fuoco per scopi non commerciali è sempre legale. Al contrario, le armi da fuoco destinate alla vendita o la distribuzione richiedono una licenza federale per poter essere fabbricate e devono recare un numero di serie univoco.
Il castello di un'arma da fuoco, ovvero il componente della stessa che la legge statunitense considera la vera e propria arma da fuoco, può essere fabbricato a partire dalla materia prima o da un castello non ancora completato, il cosiddetto "castello all'80%" (termine informale non utilizzato dal Bureau of Alcohol Tobacco and Firearms).
Mentre alcuni stati federati hanno approvato alcune leggi che limitano la creazione di armi da fuoco prodotte privatamente, nella maggior parte degli Stati Uniti i castelli non completati possono essere venduti senza alcun controllo federale o statale. I lavori di rifinitura di questi castelli possono essere poi eseguiti con attrezzi più o meno specifici a disposizione di chiunque. 
La produzione artigianale di armi da fuoco a partire da materie prime è sempre stata possibile, ma il metodo più comune per la produzione è la stampante 3D (nonostante la grande varietà di materiali e metodi utilizzati nel processo produca armi di qualità molto variabile). Oltre alla plastica, si stanno sviluppando software ottimizzati per il completamento di castelli non finiti in alluminio e acciaio.